# Хронологія вільного та відкритого програмного забезпечення
Ця сторінка надає хронологію подій пов'язаних з  вільним/відкритим програмним забезпеченням. Для загального опису історії, див пов'язану історія вільного та відкритого програмного забезпечення.

## 1970-ті
- 1976 - Річард Столмен разом з Guy L. Steele Jr.[en] почали проект Emacs, як Editor MACroS для редактора TECO. Це
- 1978 - BSD

## 2010-ті

### 2013
Найважливіші і найпомітніші події 2013 року у світі вільного програмного забезпечення:
- Розвиток компанією Canonical власного дисплейного сервера Mir, що помітно спонукало розробників конкуруючих проектів і призвело до прискорення розвитку і просування Wayland, а також проведенню роботи з підтримки Wayland в KDE, GNOME, Enlightenment. Використання Wayland в мобільній платформі Sailfish і рішення по переходу на Wayland мобільного платформи Tizen. Створення нового десктоп-оточення Hawaii, що базується на Wayland[2][3].
- Розвиток ініціативи з просування Linux як первинної гральної платформи. Реліз клієнта Steam для Linux[4]. Випуск компанією Valve тестової версії дистрибутиву SteamOS[5] і початок тестування прототипів гральних консолей на його основі. Позитивний вплив ініціативи Valve на якість і продуктивність графічних драйверів для Linux. Загальне число доступних в каталозі Steam ігор для Linux досягло 283.
- Вихід набору ліцензій Creative Commons 4.0[6].

- Помітне збільшення інтенсивності розробки FreeBSD. Підготовка релізу FreeBSD 10.0. Використання коду FreeBSD в PlayStation 4.
- Просування засобів віртуалізації рівня окремих програм і мінімалістичних операційних систем для систем віртуалізації: CoreOS, Lmctfy, FusedOS, OSv. Новий гіпервізор Jailhouse. Розвиток та просування в дистрибутиви інструментарію Docker та контейнерів LXC.
- Реалізація в GNOME 3.8 класичної стільниці у вигляді набору доповнень до GNOME Shell. Підтримка Wayland в GNOME 3.10. Випуск оточення Cinnamon 2.0, котрий став повністю незалежним від GNOME. Вибір JavaScript як основної мови розробки застосунків для GNOME.
- Розкриття ініціатив АНБ з організації прослуховування і впровадження бекдорів, що спонукало співтовариство до аудиту коду та засобів шифрування, і перевернуло уявлення про приватність.
- Хвиля переходу дистрибутивів на systemd і початок тестування Red Hat Enterprise Linux 7.0
- Надходження в продаж перших пристроїв на базі Firefox OS. Мобільні ініціативи Ubuntu і спроба створення смартфона Ubuntu Edge. Розвиток мобільної платформи Tizen, анонс першого планшета і телевізора на базі Tizen. Мобільні ініціативи проекту KDE, в тому числі OpenHardware-платформа Improv. Випуск смартфона на ОС Sailfish, заснованої на Mer, Qt і Wayland. Відкрита платформа Ara для створення модульних смартфонів.
- Розвиток компонентів KDE 5 і перехід до роздільного випуску компонентів оточення. Початок тестування KDE Plasma 2.
- Створення компанією Google форка рушія WebKit — Blink, перехід на Blink Qt і Opera.
- Просування рішень для написання повноцінних застосунків на JavaScript. Стабільний випуск мови програмування Dart. Інтеграція в Firefox 22 підтримки Asm.js, низькорівневої високопродуктивної підмножини JavaScript. Інтеграція в Chrome 31 Portable Native Client для запуску платформонезалежних C/C++ програм у браузері. Відкриття коду Duetto, системи для запуску в веббраузері проектів на мові C++
- Ініціатива щодо об'єднання десктоп-оточень Razor-qt і LXDE.
- Загроза стандартизації засобів DRM для HTML5-контенту.
- Реліз Debian 7.0 «Wheezy».
- Випуск DNS-сервера BIND 10 і оновлення BIND 10 1.1.0;
- Випуск LibreOffice 4.0 і Apache OpenOffice 4.0;
- Релізи MySQL 5.6, VoltDB 3.0, PostgreSQL 9.3. Міграція багатьох проектів з MySQL на MariaDB, в тому числі Google Cloud SQL, RHEL 7, Wikimedia, Arch Linux, Fedora і openSUSE. Перший стабільний випуск кластерної СУБД MariaDB Galera.
- Універсальне рішення для використання UEFI Secure Boot в будь-яких дистрибутивах, додавання підтримки UEFI Secure Boot в дистрибутиви.
- Компанія Oracle оголосила про припинення підтримки JDK 6 та зосередженні ресурсів на JDK 7. Компанія Red Hat оголосила про підтримку користувачів JDK 6. Вийшли інтегровані середовища програмування JetBrains IDEA 13 , Oracle Netbeans 7.4 і Eclipse 4.3 з повною підтримкою Java 7.0. Компанія Oracle анонсувала нову версію платформи Java EE 7 із сервером застосунків GlassFish 4 і заявила про припинення комерційної підтримки користувачів сервера застосунків GlassFish.
- Компанія Cisco відкрила сирцевий код відеокодека Openh624. Випуск аудіокодеків Opus 1.1 і FLAC 1.3.0. Стабілізація і просування кодека VP9, його інтеграція в Chrome і Firefox. Розробка вільного відеокодека Daala з технологіями, що випереджають VP9 і H.265/HEVC.
- Китайський уряд затвердив Ubuntu як стандартну операційну систему.
- Завершення міграції адміністрації Мюнхена на Linux (але не остаточне, детальніше див LiMux[en]).

### 2014
- Значні випуски Red Hat Enterprise Linux 7.0, SUSE Linux Enterprise 12, FreeBSD 10, MariaDB 10.0, Musl 1.0, Java 8, GCC 4.9, Solaris 11.2, Android 5, OpenWRT 14.07, CUPS 2.0.
- Нові відкриті продукти: кластерна СУБД MariaDB Enterprise 1.0, VPN-сервер SoftEther, HTTP-сервер H2O, WebScaleSQL (високо масштабований варіант MySQL), СУБД Postgres-XL , SSH-сервер TinySSH, мікроядро seL4, Bitrig (форк OpenBSD)
- Критичні вразливості в OpenSSL (Heartbleed), GnuTLS, Bash (ShellShock), NTPD. Компрометація протоколу SSLv3. Бекдор в генераторі псевдовипадкових чисел Dual_EC_DRBG. Атака BadUSB. Рекордні DDoS-атаки, що використовують NTP як підсилювач трафіку.
- Форк OpenSSL: LibreSSL від проекту OpenBSD і BoringSSL від компанії Google. Новий NTP-сервер Ntimed.
- Епопея із затвердженням переходу Debian за умовчанням на systemd. Рішення щодо переходу Ubuntu на systemd. Посилення конфронтації прихильників і супротивників systemd. Створення Devuan, форку Debian без systemd, і uselessd, мінімалістичного варіанту systemd. Форк ConsoleKit від проекту Xfce. Розробка для BSD-систем аналогів компонентів systemd, затребуваних у GNOME.
- Введення в практику розширеної підтримки (LTS) для минулих стабільних гілок Debian (oldstable). Повернення Debian GNU/Linux з Eglibc на GLibc
- Створення фонду для фінансування розробки ключових відкритих проектів[7][8]
- Виділення openSUSE Factory у незалежний дистрибутив з rolling-оновленнями.
- Закриття проекту TrueCrypt
- Початок перетворення дистрибутиву Fedora Linux в багатошаровий продукт з виділенням Fedora Base, Fedora Workstation, Fedora Server, Fedora Cloud і Fedora Atomic.
- Перехід проекту CentOS під крило компанії Red Hat[9][10]
- Хвиля нових продуктів, що використовують каркас браузера Chromium як платформу для розробки. Наприклад, створюваний в GitHub редактор коду Atom.
- Передача розвитку DNS-сервера BIND10 в руки незалежної спільноти. Розробка DHCP-сервера зі складу BIND 10 винесено в окремий субпроект Kea.
- Samsung розірвав контракт з виплати відрахувань Microsoft за платформу Android. Китайська влада розкрили список патентів, використовуваних Microsoft для збору відрахувань за платформу Android.
- Створення мобільної платформи LuneOS, яка продовжила розвиток webOS.
- Випуск вільних систем для поновлення ядра Linux без перезавантаження: kGraft від SUSE, kpatch від Red Hat, livepatch універсальний базовий компонент на основі kpatch і kGraft.
- Розвиток засобів контейнерної віртуалізації: активне просування Docker у дистрибутиви, випуск інструментарію LXC 1.0, перший стабільний випуск серверної Linux-системи CoreOS. Red Hat почав розвиток Atomic, модульної ОС на базі ізольованих контейнерів. Перший випуск гіпервізора Jailhouse, що розвивається компанією Siemens. Об'єднання продуктів OpenVZ і Parallels Cloud Server в єдиний відкритий проект Virtuozzo Core. Створення Rocket, що конкурує з інструментарієм управління контейнерами Docker
- Розширення можливостей ядра Linux: класифікатор трафіку на основі BPF, пакетний фільтр Nftables, клас планування завдань Deadline, блоковий пристрій zRAM, механізм захисту KASLR (рандомізація пам'яті ядра), єдина уніфікована ієрархія cgroups, підсистема для створення тунелів поверх UDP, шар блокових пристроїв blk-mq, ФС OverlayFS. Відкрито код Fastsocket, нової високомасштабованої реалізації мережевої підсистеми ядра Linux.
- Початок роботи над OpenGL NG. Перехід компанії AMD до відкритої стратегії розробки драйверів для Linux.
- Розробка в Китаї нової операційної системи COS (China Operating System), заснованої на Linux.
- Вихід стандарту HTML5 і оновленої специфікації протоколу HTTP/1.1. Публікація міжнародного стандарту C++14
- Перші стабільні релізи KDE Frameworks 5, KDE Plasma 5 і KDE Applications 14.12. Відхід від поставки KDE Software Compilation на користь розвитку компонентів KDE в рамках окремих гілок і циклів розробки.
- Ініціативи щодо адаптації Firefox OS для телевізорів, планшетів і персональних комп'ютерів. Початок масових продажів смартфонів на основі Firefox OS. Представлені перші виробники смартфонів на базі Ubuntu, підписані контракти, але випуск смартфонів відкладений на 2015 рік.
- Розвиток рішень на базі платформи Android для автомобільних інформаційно-розважальних систем
- Серія блокувань проектів на GitHub під прикриттям чинного в США Закону про авторське право в цифрову епоху (DMCA). Тривала блокування GitHub в Росії та Індії
- Перший реліз професійного відеоредактора Lightworks для Linux. Перший стабільний випуск відкритої системи композітінга Natron. Робота над повнометражним вільним фільмом Gooseberry.
- XMPP перейшов на обов'язкове шифрування передачі даних
- Facebook відкрив код Hack, варіанта мови PHP зі статичною типізацією. Dropbox опублікував Pyston, реалізацію мови Python, що базується на JIT. Початок розвитку PHPNG
- Нові десктоп-оточення Moonlight (на основі Qt5) і Lumina (від проекту PC-BSD). Перший випуск десктоп-оточення LXQt, створеного в результаті об'єднання LXDE і Razor-Qt. Користувацькі оболонки Orbital і Quantum, побудовані на основі Wayland. Нові випуски GNOME 3.12 і GNOME 3.14. GTK+ перейшов на нову тему оформлення. XWayland інтегрований в основну кодову базу X.Org.
- Новий вільний ігровий рушій Godot. Ігровий рушій CryEngine портовано для Linux. Ігровий рушій Unreal Engine 4 вийшов з підтримкою Linux. Поява рушія для створення браузерних 3D-застосунків Blend4Web. Поява версій багатьох сучасних ігор для Linux.
- Розподіл останніх блоків адрес IPv4.
- Проект Mozilla випустив новий високоякісний кодувальник JPEG-зображень mozjpeg. Фабріс Беллар запропонував новий формат зображень BPG.
- Ініціатива щодо створення контрольованого спільнотою засвідчувального центру.
- Поява нових веббраузерів Otter Browser, Breach, Fifth і Gngr. Firefox Developer Edition прийшов на зміну Aurora-складанням Firefox. Впровадження нового інтерфейсу Australis в Firefox. У Firefox доданий відеочат на базі WebRTC, механізми DRM, кодек H.264. Експериментальний інтерфейс Firefox.html. Відродження ініціативи з переводу Firefox на багатогопроцесну архітектуру. Поновлення підтримки платформи Linux у новій редакції браузера Opera. Chrome для Linux перейшов з GTK+ на власний графічний стек Aura.
- Значно посилилася активність розробки вільної операційної системи ReactOS. Для розвитку придатного для широкого використання випуску створений проект ReactOS Community Edition
- Компанія Microsoft заснувала некомерційну організацію .NET Foundation і почала рух з переводу .NET на відкриту модель розробки.[11] Відкрито сирцевий код компілятора Roslyn[12] для C# і Visual Basic, ASP.NET vNext, Open XML SDK, а також серверної платформи .Net Core (.NET Framework Libraries, .NET Core Framework Libraries і RyuJit VM). Компоненти .Net для побудови користувацьких застосунків відкривати не планується. Припинена розробка Series 40 і Android-смартфонів Nokia X.
- Компанія NVIDIA почала роботу над підтримкою Wayland і Mir у власницьких драйверах для Linux, пов'язані з EGL поліпшення вже доступні в гілці 346.хх .
- Проект FreeBSD вивів з експлуатації інфраструктуру, яка забезпечує роботу сервісу CVSup. Для FreeBSD задіяний новий графічний стек. OpenBSD перейшов на використання OpenSMTPD за умовчанням. Зі складу OpenBSD видалені apache httpd, sendmail, Bind, nginx і ALTQ, почалася реалізація власного http-сервера.

## Зноски
1. ↑  Наиболее важные события [Архівовано 2 січня 2014 у Wayback Machine.] // opennet.ru 31.12.2013
2. ↑  Canonical reveals plans to launch Mir display server – Update – The H Open: News and Features. H-online.com. 24 лютого 2013. Архів оригіналу за 28 червня 2013. Процитовано 6 березня 2013.
3. ↑  Brodkin, Jon (17 травня 2012). Ubuntu dumps X window system, creates replacement for PC and mobile. Ars Technica. Архів оригіналу за 28 червня 2013. Процитовано 6 березня 2013.
4. ↑  News - Steam for Linux Now Available. store.steampowered.com (англ.).
5. ↑  SteamOS - Valve Developer Community. developer.valvesoftware.com.
6. ↑  CC’s Next Generation Licenses - Welcome Version 4.0!. Creative Commons. 26 листопада 2013. Процитовано 19 вересня 2024.
7. ↑  Amazon Web Services, Cisco, Dell, Facebook, Fujitsu, Google, IBM, Intel, Microsoft, NetApp, Rackspace, VMware and The Linux Foundation Form New Initiative to Support Critical Open Source Projects. Архів оригіналу за 25 квітня 2014. Процитовано 4 січня 2015. [Архівовано 2014-04-25 у Wayback Machine.]
8. ↑  Ведущие корпорации учредили фонд для финансирования разработки ключевых открытых проектов. Архів оригіналу за 3 січня 2015. Процитовано 4 січня 2015.
9. ↑  CentOS Project joins forces with Red Hat. Архів оригіналу за 8 січня 2014. Процитовано 4 січня 2015.
10. ↑  CentOS переходит под крыло Red Hat. Архів оригіналу за 4 січня 2015. Процитовано 4 січня 2015. [Архівовано 2015-01-04 у Wayback Machine.]
11. ↑  Microsoft takes .NET open source and cross-platform, adds new development capabilities with Visual Studio 2015, .NET 2015 and Visual Studio Online. Архів оригіналу за 6 грудня 2014. Процитовано 4 січня 2015.
12. ↑  Welcome to the .NET Compiler Platform ("Roslyn"). Архів оригіналу за 3 січня 2015. Процитовано 4 січня 2015. [Архівовано 2015-01-03 у Wayback Machine.]